# Championnat de Slovaquie de football de deuxième division
Le championnat de Slovaquie de football D2, officiellement appelé MONACObet liga, est créé en 1993. Le club le plus titré du pays est le FC Nitra.

## Palmarès
En gras, les clubs promus en première division.
| Saison    | Champion                     | Vice-champion            | Meilleur buteur                   | Buts |
| --------- | ---------------------------- | ------------------------ | --------------------------------- | ---- |
| 1993–1994 | BSC JAS Bardejov             | Slovan Levice            | Richard Varadin                   | 14   |
| 1994–1995 | FC Nitra                     | Slovan Levice            | Róbert Formanko Milan Strelec     | 14   |
| 1995–1996 | Artmedia Petržalka           | MŠK Žilina               | Jozef Pisár                       | 21   |
| 1996–1997 | MŠK Ružomberok               | Ozeta Dukla Trenčín      | I. Mikloš                         | 25   |
| 1997–1998 | FC Nitra                     | ZTS Dubnica              | Peter Hodúr                       | 18   |
| 1998–1999 | DAC Dunajská Streda          | Koba Senec               | Richard Varadin                   | 24   |
| 1999–2000 | Matador Púchov               | NCHZ Nováky              | Jozef Pisár                       | 22   |
| 2000–2001 | ZTS Dubnica                  | FC Nitra                 | Mário Breška                      | 23   |
| 2001–2002 | Spartak Trnava               | Steel Trans Ličartovce   | Ivan Bartoš Jozef Jelšic          | 17   |
| 2002–2003 | Dukla Banská Bystrica        | Steel Trans Ličartovce   | Peter Bugár                       | 17   |
| 2003–2004 | Rimavská Sobota              | Tatran Prešov            | Peter Iskra                       | 18   |
| 2004–2005 | FC Nitra                     | Steel Trans Ličartovce   | Róbert Rák                        | 27   |
| 2005-2006 | MFK Košice                   | Slovan Bratislava        | Pavol Piatka                      | 22   |
| 2006–2007 | Zlaté Moravce                | Eldus Močenok            | Jozef Pisár                       | 15   |
| 2007–2008 | Tatran Prešov                | ŠPORT Podbrezová         | Tomáš Majtán                      | 16   |
| 2008–2009 | Inter Bratislava             | FK AS Trenčín            | David Depetris                    | 21   |
| 2009–2010 | Zlaté Moravce                | FK AS Trenčín            | Karol Pavelka                     | 16   |
| 2010–2011 | FK AS Trenčín                | Rimavská Sobota          | David Depetris                    | 31   |
| 2011–2012 | Spartak Myjava               | Podbrezová               | Peter Sládek Tomáš Čekovský       | 14   |
| 2012–2013 | DAC Dunajská Streda          | Podbrezová               | Hector Tubonemi                   | 19   |
| 2013–2014 | Podbrezová                   | Zemplín Michalovce       | Michal Hamuľak                    | 26   |
| 2014–2015 | Zemplín Michalovce           | MFK Skalica              | Matúš Paukner                     | 21   |
| 2015–2016 | Tatran Prešov                | FC VSS Košice            | Marko Milunović                   | 19   |
| 2016–2017 | FC VSS Košice                | FC Nitra                 | Peu                               | 23   |
| 2017–2018 | ŠKF Sereď                    | MFK Skalica              | Michal Hamuľak                    | 20   |
| 2018–2019 | FK Pohronie                  | FK Poprad                | Miladin Vujošević, Samir Nurković | 23   |
| 2019–2020 | FK Dubnica                   | FK Dukla Banská Bystrica | Roman Haša                        | 14   |
| 2020–2021 | MFK Tatran Liptovský Mikuláš | FK Dukla Banská Bystrica | Wisdom Kanu                       | 18   |
| 2021–2022 | Podbrezová                   | FK Dukla Banská Bystrica | Marek Kuzma                       | 22   |
| 2022–2023 | FC Košice                    | 1. FC Tatran Prešov      | Jozef Dolný                       | 19   |
| 2023-2024 | KFC Komárno                  | FC Petržalka             | Jozef Dolný                       | 19   |
| 2024-2025 | Tatran Prešov                | Zlaté Moravce            | Landing Sagna                     | 12   |

- En 2016-2017, FC VSS Košice n'obtient pas de licence pour la première division, le FC Nitra est promu.
- en 2021-2022, le MFK Skalica (3e) est également promu en première division.